# After Eight
Gli After Eight sono cioccolatini fondenti con ripieno al gusto di menta. Furono immessi sul mercato del Regno Unito dalla Rowntree's nel 1962. Dal 1988 il marchio è di proprietà di Nestlé.

## Storia
Gli After Eight furono inventati dal manager della Rowntree, Brian Sollitt, nel 1962, in quanto la società di York mirava ad introdurre tra i consumatori del Paese un prodotto British, che seguisse la tradizione degli inglesi di consumare un cioccolatino dopo la cena delle otto, (da qui appunto la denominazione After Eight). Anche il connubio tra cioccolato fondente e menta, la confezione verde scura (dove è raffigurato un orologio
segnante l'orario delle otto passate) e lo stesso incarto del prodotto (composto di un sottile rivestimento di carta marrone), entrambi simili all'involucro di una scatola di tè, richiamano un certo stile tradizionale britannico. Quando furono lanciati, la menta utilizzata per il ripieno era prodotta all’interno dello stabilimento della Rowntree seguendo un rigoroso processo di lavorazione che ne prevedeva la maturazione per tre giorni. Ciò era in grado di generare nel prodotto un ripieno quasi liquido che si fonde in bocca con il sottile velo di cioccolato con cui sono composti gli After Eight, generando contemporaneamente un gusto dolce e fresco. I consumatori inglesi familiarmente li chiamano mints. Dopo aver rilevato nel 1988 la Rowntree Mackintosh ed aver incluso il marchio tra quelli  detenuti nel suo portafoglio di prodotti, Nestlé ha introdotto alcune varianti di After Eight con ripieno all'arancia e al cioccolato al latte, oltre a una versione dessert gelato alla menta (oggi di proprietà della multinazionale inglese Froneri).